# Hans Wallengren

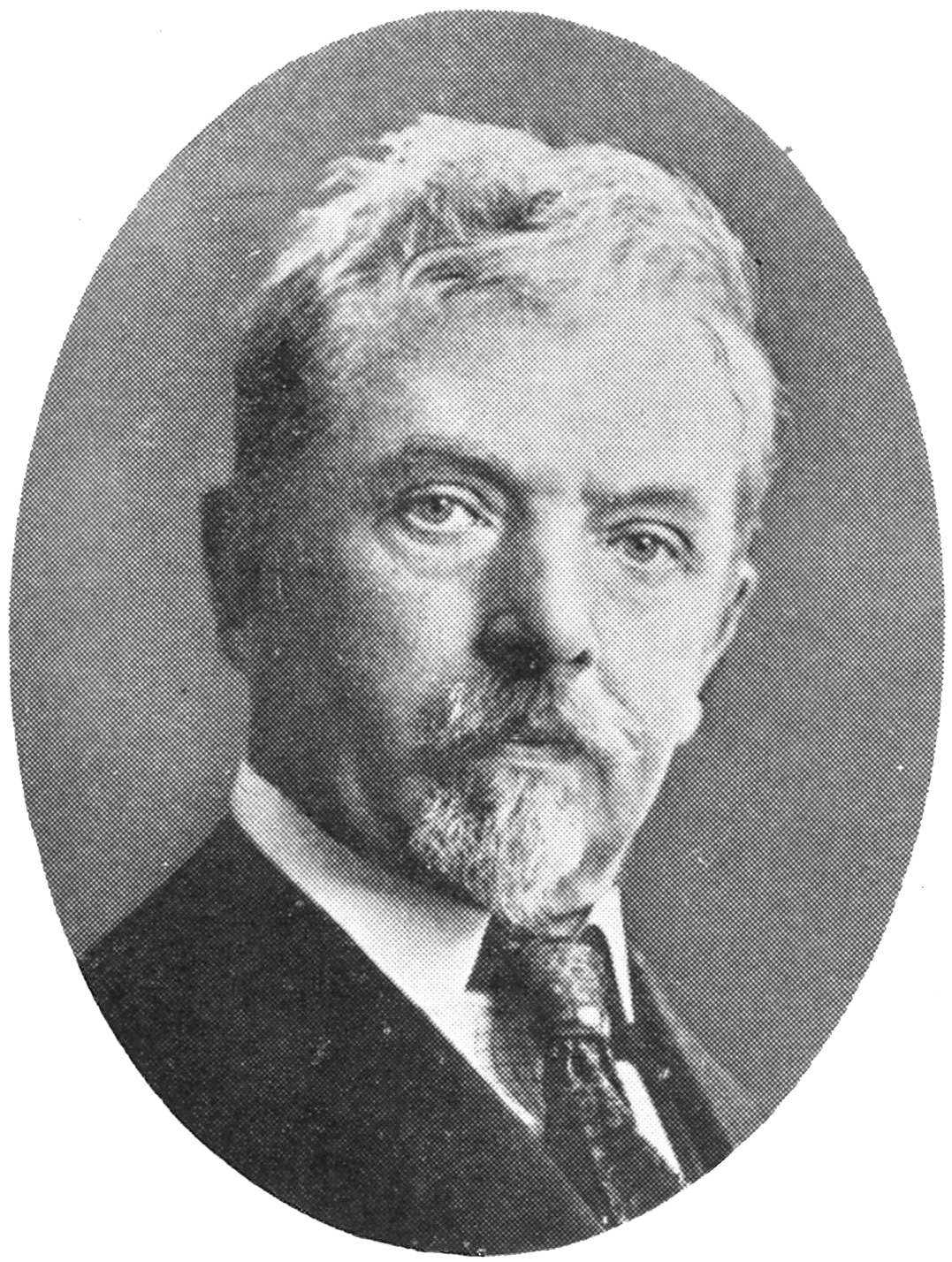
Hans Wallengren.

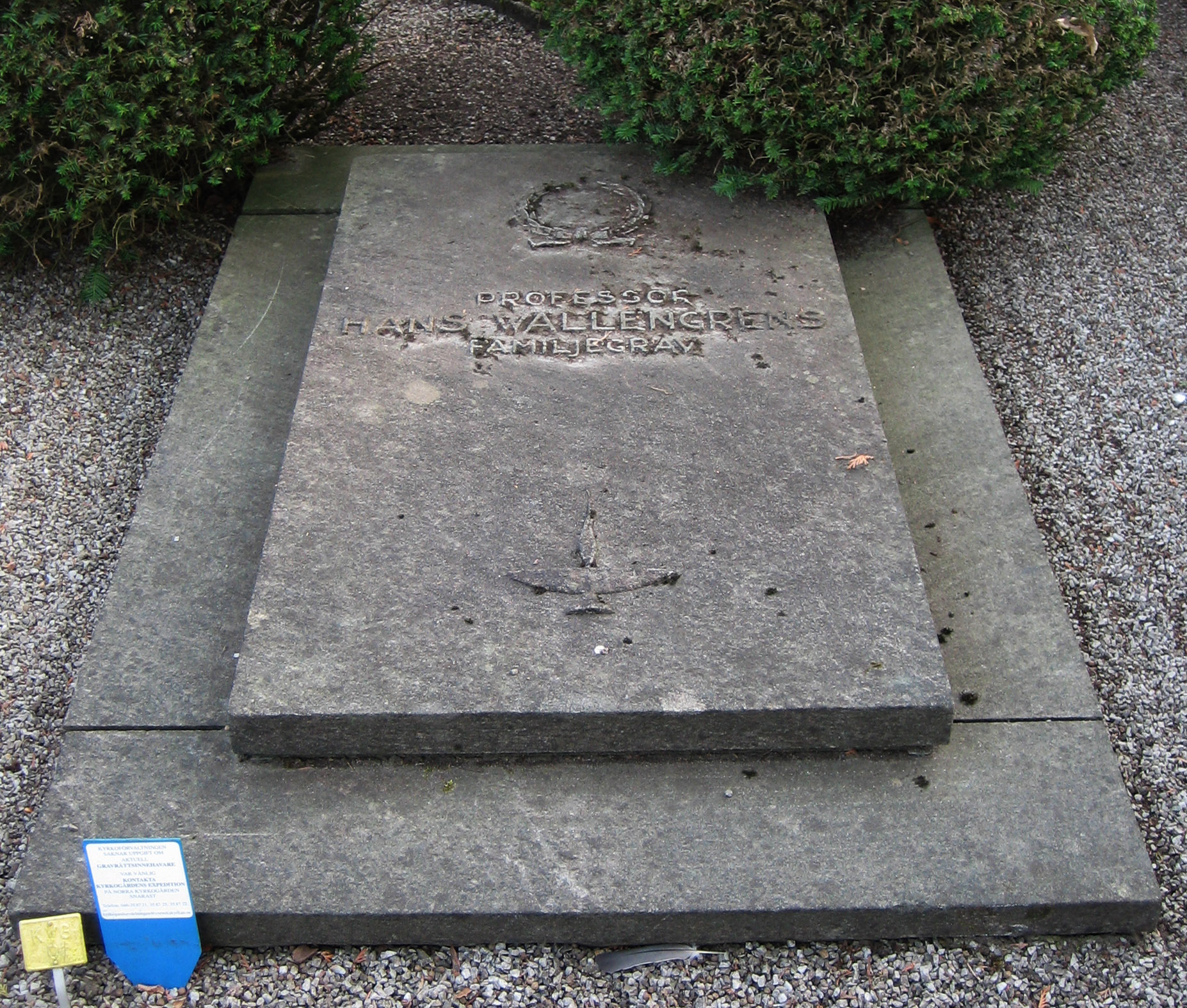
Hans Wallengrens familjegrav på Norra kyrkogården i Lund.

Hans Thure Sigurd Wallengren, född den 24 november 1864 i Trolle-Ljungby i Kristianstads län, död den 7 juli 1938 i Lund, var en svensk zoolog.
Wallengren blev student vid Lunds universitet 1886, filosofie doktor 1897, var amanuens vid zoologiska institutionen 1895–1903, blev docent i zoologi 1895, extra ordinarie professor i samma ämne 1905 och professor 1908, allt vid Lunds universitet. Han blev emeritus 1929. Han företog vetenskapliga resor till skilda delar av Sverige samt till Tyskland, Österrike och Italien. Han ägnade sig åt forskning särskilt rörande urdjuren och de lägre djurens fysiologi.
Bland hans arbeten kan framhållas Studier öfver ciliata infusorier, en större undersökningsserie, offentliggjord i Lunds universitets årsskrift 1893–1918, Zur Kenntniss des Neubildungs- und Resorptionsprocesses bei der Teilung der hypotrichen Infusorien (1902), flera arbeten under den gemensamma titeln Zur Kenntnis der Galvanotaxis (1903-04) och Physiologisch-biologische Studien über die Atmung bei den Arthropoden (1913–1915); av ej mindre intresse är hans undersökningar Zur Biologie der Muscheln (1905). Stark spridning och stort anseende fick den under Wallengrens och Anders Hennigs namn utgivna (men av Wallengren ensam författade) Lärobok i biologi (1909–1916). Wallengren var den förste, som i Sverige införde fysiologin som ett led i den zoologiska undervisningen. Han blev ledamot av Kungliga Fysiografiska Sällskapet 1903, av Vetenskapsakademien 1920 och av Vetenskaps- och vitterhetssamhället i Göteborg 1925.
Han var från 1916 ledamot av kommittén av fiske- och jaktsakkunniga. Han var censor vid studentexamina från 1908 och redaktör för Fysiografiska sällskapets handlingar från 1911. År 1920 insattes han som ordförande i den nämnd, som hade att upprätta förslag till utdelning av statens räntefria studielån. Han var även verksam som liberal politiker.
Hans Wallengren var son till Janne Wallengren, kusin till Axel Wallengren, Sigfrid Wallengren och Waldemar Bülow samt far till Nils Gösta Wallengren. Han är begraven på Norra kyrkogården i Lund.